# متساوي الملامس بونايري
متساوي الملامس بونايري (الاسم العلمي: Aepophilus bonnairei)، نوع أحادي الجنس والفصيلة (متساويات الملامس) من نصفيات الأجنحة. يوجد على ساحل المحيط الأطلسي على مستوى منقطة البحر الوحلي.